# Pałac Lubomirskich w Lublinie
Pałac Lubomirskich lub Poradziwiłłowski – pałac w Lublinie wystawiony w stylu barokowym, następnie przebudowany w stylu klasycystycznym. Budowla sięga swoją historią XVI wieku, a obecny wygląd zawdzięcza przebudowie z 1829 roku. Znajduje się na Placu Litewskim pomiędzy pałacami Czartoryskich oraz Gubernialnym. 

## Historia
Początkowo był to dwór w stylu renesansowym i należał do rodziny Firlejów. Z rąk Firlejów przeszedł na własność Ostrogskich, a następnie, poprzez małżeństwo Teofili Ludwiki Ostrogskiej z marszałkiem wielkim koronnym Józefem Karolem Lubomirskim do Lubomirskich. Dwór przez kolejnych kilkadziesiąt kolejnych lat pozostawał w rękach tego rodu, aż pod koniec XVII w. został przebudowany w pałac w stylu barokowym. Autorem projektu przebudowy był Tylman z Gameren, architekt Stanisława Herakliusza Lubomirskiego. Była to wówczas budowla jednopiętrowa z wysokim dachem. W 1727 roku pałac, poprzez żonę Annę Marię Lubomirską, stał się własnością Pawła Karola Sanguszki.
Zaniedbywany przez właścicieli pałac ulegał stopniowej ruinie, aż w czasach konfederacji barskiej, w 1768 uległ zniszczeniu podczas pożaru Krakowskiego Przedmieścia. Nieodnawiany, w latach 80. XVIII w. przeszedł na własność Szeptyckich. W 1801 roku zdewastowany gmach zakupił na licytacji burmistrz Beniamin Finke i przekazał go rządowi. Przeznaczony na lazaret obiekt wyremontowano. W 1822 roku decyzją namiestnika Królestwa Polskiego, gen. Zajączka, pałac przeznaczono na siedzibę Komisji Województwa Lubelskiego. Obiekt przebudowano według projektu Jana Stompfa, m.in. podwyższono go o jedno piętro. Po kolejnym pożarze w 1829, roku pałac ponownie odbudowano, tym razem według projektu Henryka Marconiego. Budynek otrzymał wówczas obecny, klasycystyczny wygląd z elementami empire.
W okresie zaborów mieściła się tu siedziba rosyjskiego, a od 1915 roku austriackiego generał-gubernatora. W nocy z 6 na 7 listopada 1918 roku w pałacu utworzono rząd Ludowy Republiki Polskiej pod przewodnictwem Ignacego Daszyńskiego. Dziś wydarzenie to upamiętnia tablica przy głównym wejściu. Od 1918 w pałacu miało siedzibę Dowództwo Okręgu Garnizonu i dowództwo Okręgu Korpusu Nr II; zamieszkiwał w nim gen. Mieczysław Smorawiński. W okresie międzywojennym mieściły się tu instytucje Urzędu Wojewódzkiego. Po II wojnie światowej obiekt przekazano Uniwersytetowi Marii Curie-Skłodowskiej. Mieścił się tam Wydział Politologii tej uczelni. 
W 2017 Ministerstwo Kultury i Dziedzictwa Narodowego kupiło pałac z zamiarem zorganizowania tam Muzeum Ziem Wschodnich Dawnej Rzeczypospolitej, ale UMCS użytkowało budynek jeszcze do 2020. 

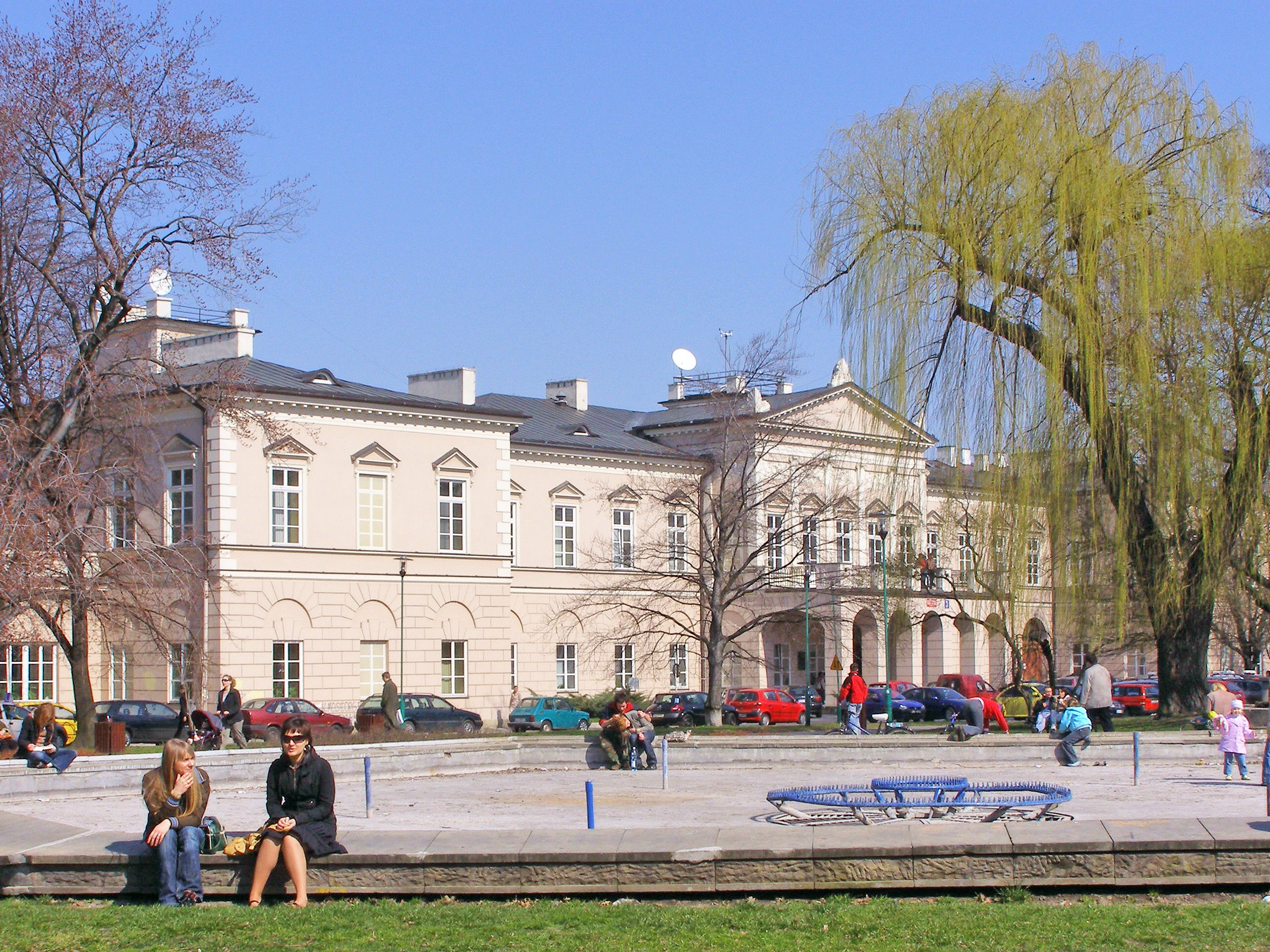
Plac Litewski w Lublinie
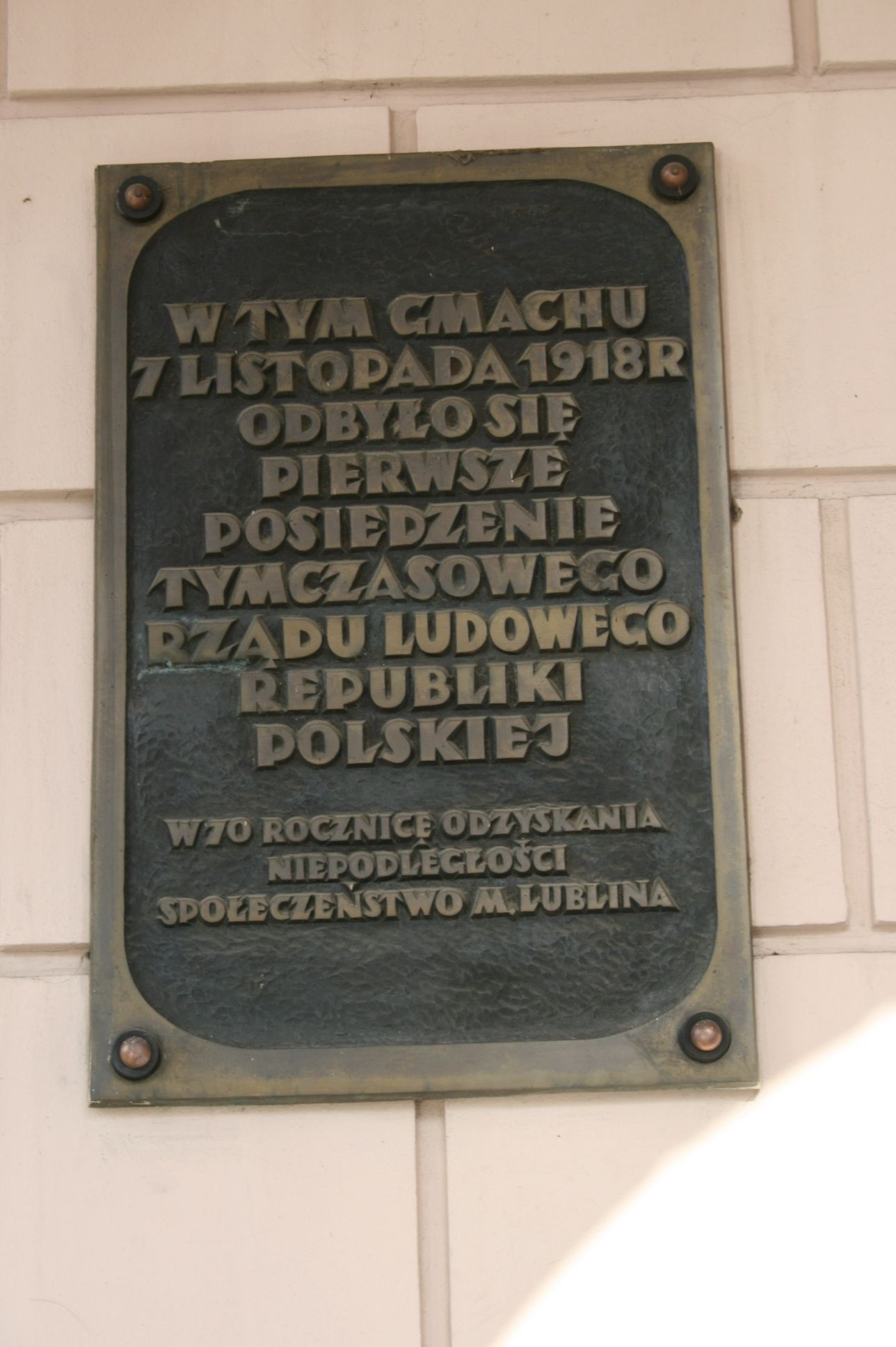
Tablica upamiętniająca powstanie Rządu Ludowego RP